# 浄真寺 (土浦市)
浄真寺（じょうしんじ）は、茨城県土浦市にある浄土宗の寺院。

## 歴史
1601年（慶長6年）、土浦城の城主だった松平信一の開基である。信一は松平・徳川氏の一族「十八松平」の一家藤井松平家の2代目である。
本尊の阿弥陀如来は、鎌倉時代中期の作である。現在は茨城県の文化財に指定されている。
墓地には、蘭学者の高野長英や文学者の山口剛の墓がある。

## 文化財
- 銅造阿弥陀如来立像（茨城県指定文化財 昭和34年5月22日指定）[2]
- 絹本著色涅槃図（土浦市指定文化財 昭和48年2月1日指定）[3]
- 木造千手観音菩薩立像（土浦市指定文化財 昭和48年2月1日指定）[3]
- 山口剛の墓（土浦市指定史跡 昭和48年12月1日指定）[3]

## 交通アクセス
- 土浦駅より徒歩18分。